# ألفونس إلريك
ألفونس إلريك (باليابانية: アルフォンス・エルリック) (بالإنجليزية: Alphonse Elric) هو شخصية رئيسية في سلسلة مانغا وأنمي خيميائي الفولاذ.
- الأداء الصوتي في الأنمي: ريه كوغيميا (الياباني).

## وصلات خارجية
- ألفونس إلريك على موقع ميوزك برينز (الإنجليزية)

- ألفونس إلريك على موسوعة خيميائي الفولاذ.